# 月影四郎
月影 四郎（つきかげ しろう、1927年8月19日 - ）は、元プロレスラー。本名：高木 清晴（たかぎ きよはる）。奈良県出身。

## 来歴
国際柔道協会に参加。国際柔道協会が解散後はプロレスラーに転向。
1956年、清美川梅之と共にアジアプロレスを設立。
現在は大阪ボディビル連盟の相談役を務めている。